# 21
|  | Per a altres significats, vegeu «21 (desambiguació)». |

## Esdeveniments
- Construcció de les primeres plomes per escriure a Roma
- Quart consolat de Tiberi.

## Necrològiques
- Armini el querusc (38), guerrer germà que va destruir l'exèrcit romà.
- Publi Sulpici Quirí, governador romà de Síria.